# Sherbourne (Toronto Subway)

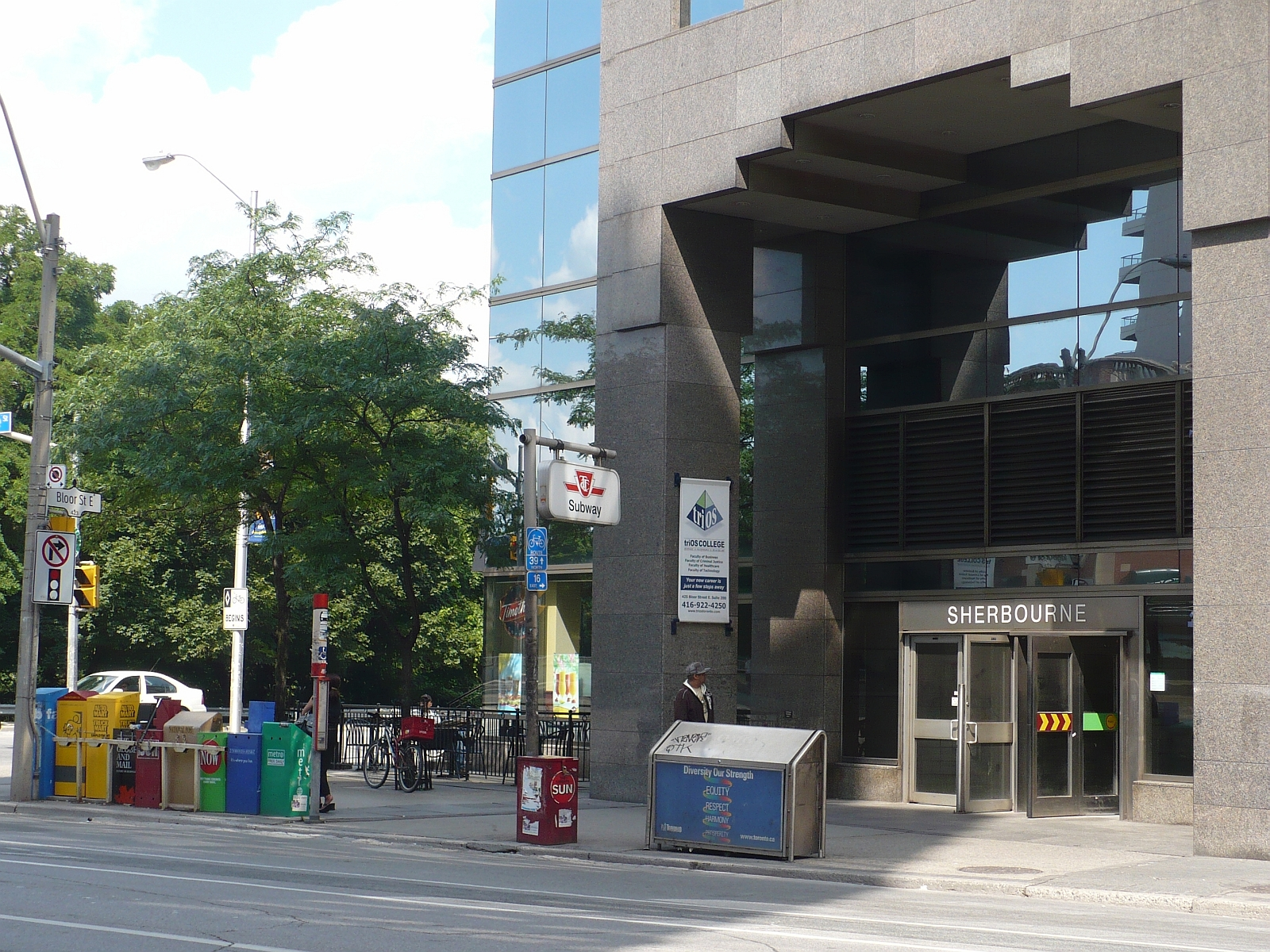
Eingang zur Station Sherbourne

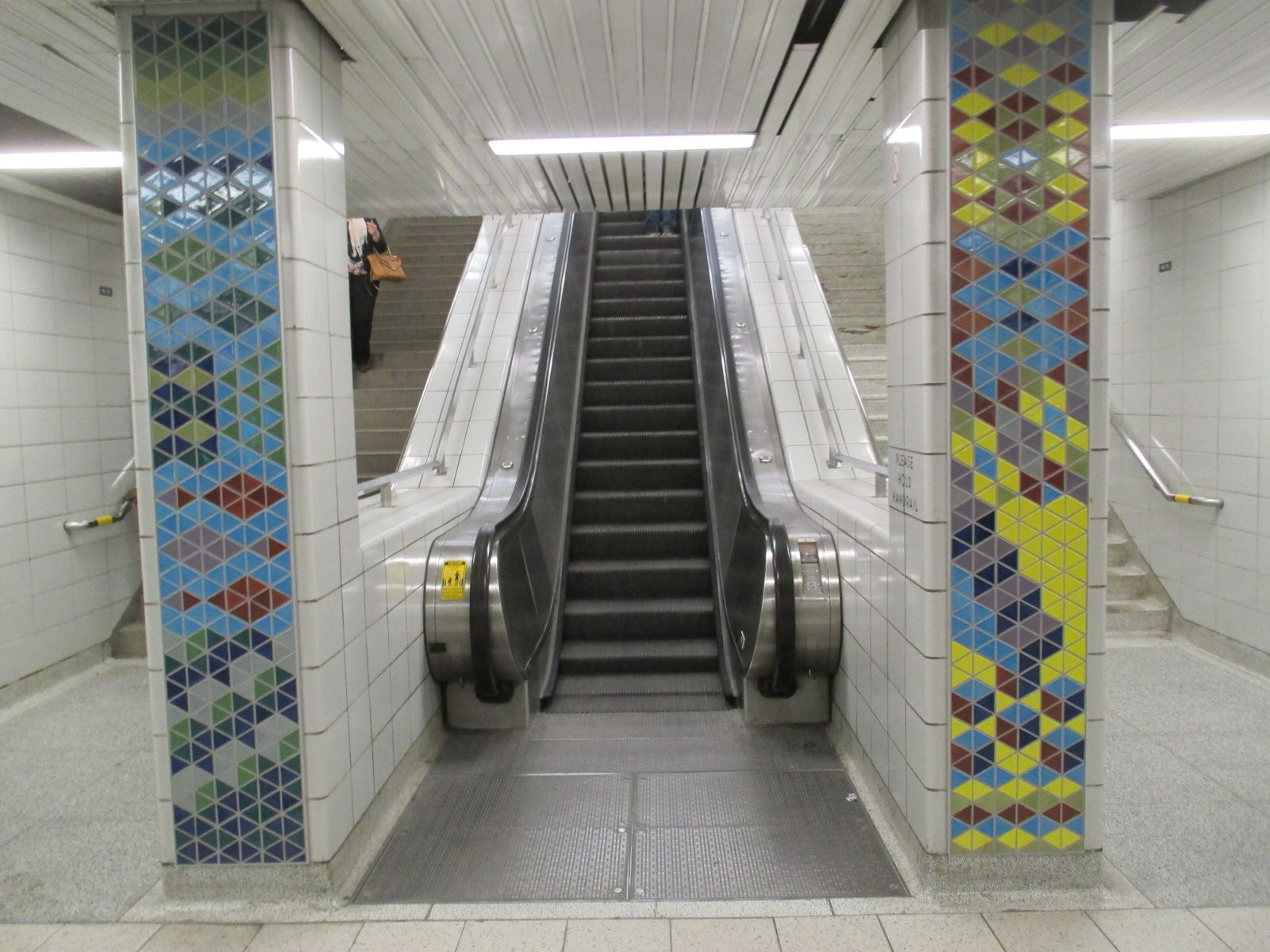
Künstlerische Gestaltung

Sherbourne ist eine unterirdische U-Bahn-Station in Toronto. Sie liegt an der Bloor-Danforth-Linie der Toronto Subway, an der Kreuzung von Bloor Street und Sherbourne Street. Die Station besitzt Seitenbahnsteige und wird täglich von durchschnittlich 31.030 Fahrgästen genutzt (2018).
Es kann zu einer Buslinie der Toronto Transit Commission (TTC) umgestiegen werden. Unmittelbar östlich von Sherbourne beschreibt die Strecke eine S-Kurve. Sie überquert dabei auf einer Brücke die Schlucht des Castle Frank Brook (auch Rosedale Ravine genannt), um anschließend ein kurzes Tunnelstück bei der Station Castle Frank zu passieren, bevor sie auf dem Prince Edward Viaduct den Don River überquert.
Die Eröffnung der Station erfolgte am 26. Februar 1966, zusammen mit dem Abschnitt Keele – Woodbine. Im Jahr 2019 wurde ein Kunstwerk mit dem Titel The Whole is Greater than the Sum of its Parts („das Ganze ist größer als die Summer seiner Teile“) von Rebecca Bayer an verschiedenen Stellen in der Station installiert. Mehrere Paneele enthalten bunte Mosaiken, die in dreieckigen Mustern angeordnet sind und aus speziell angefertigten Keramikfliesen bestehen. Laut der TTC repräsentiert das Kunstwerk das umliegende multikulturelle Viertel und soll die Station „als einen gemeinsamen Ort bekräftigen, an dem die Gemeinschaft täglich interagiert“.